# استری، اوکراین
استری (به اوکراینی: Стрий) نام شهری است که در استان لفیف اوکراین قرار دارد. جمعیت این شهر ۵۹,۶۰۸ نفر (۲۰۲۱ تخمینی) است.

## نگارخانه

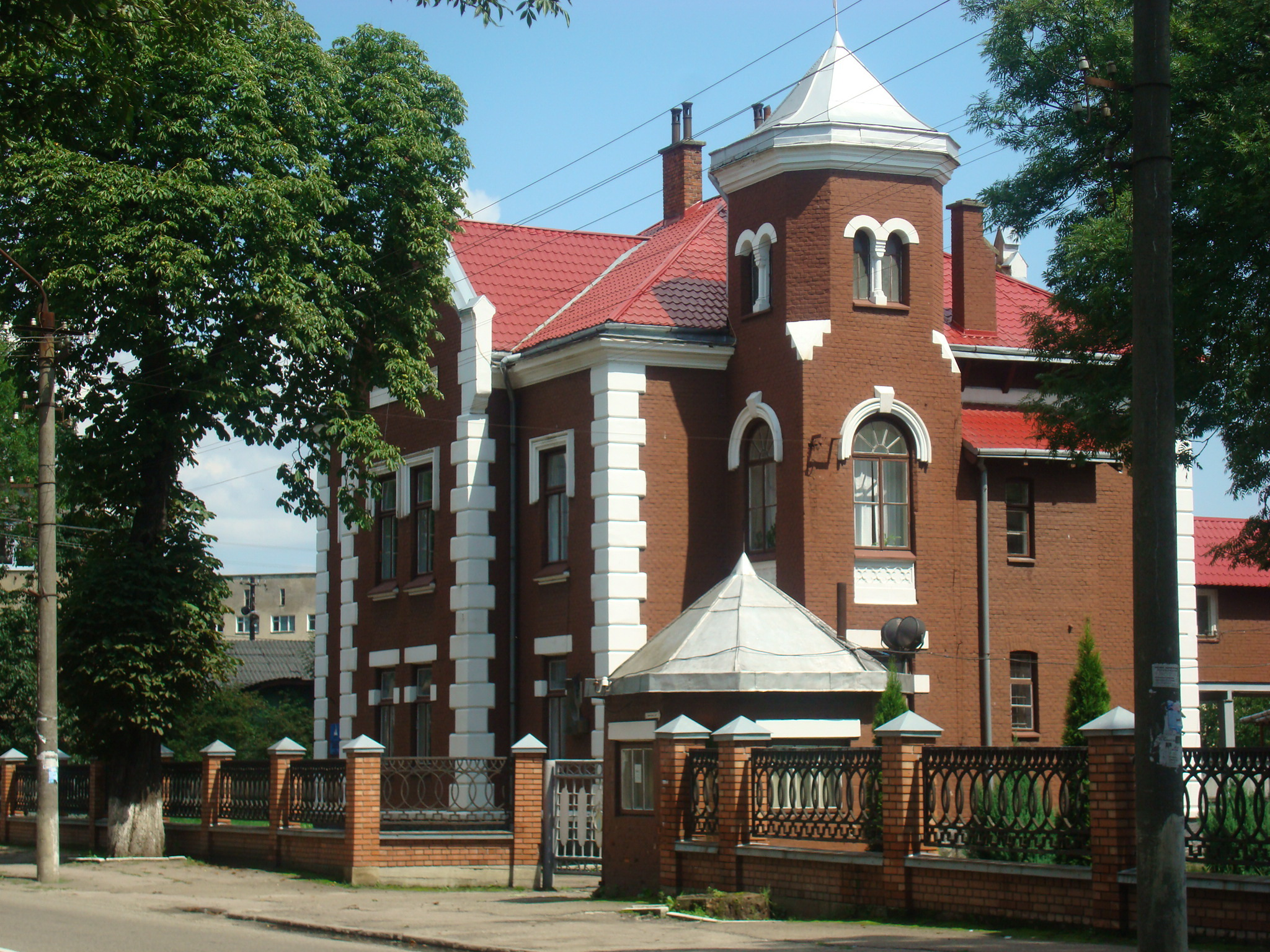
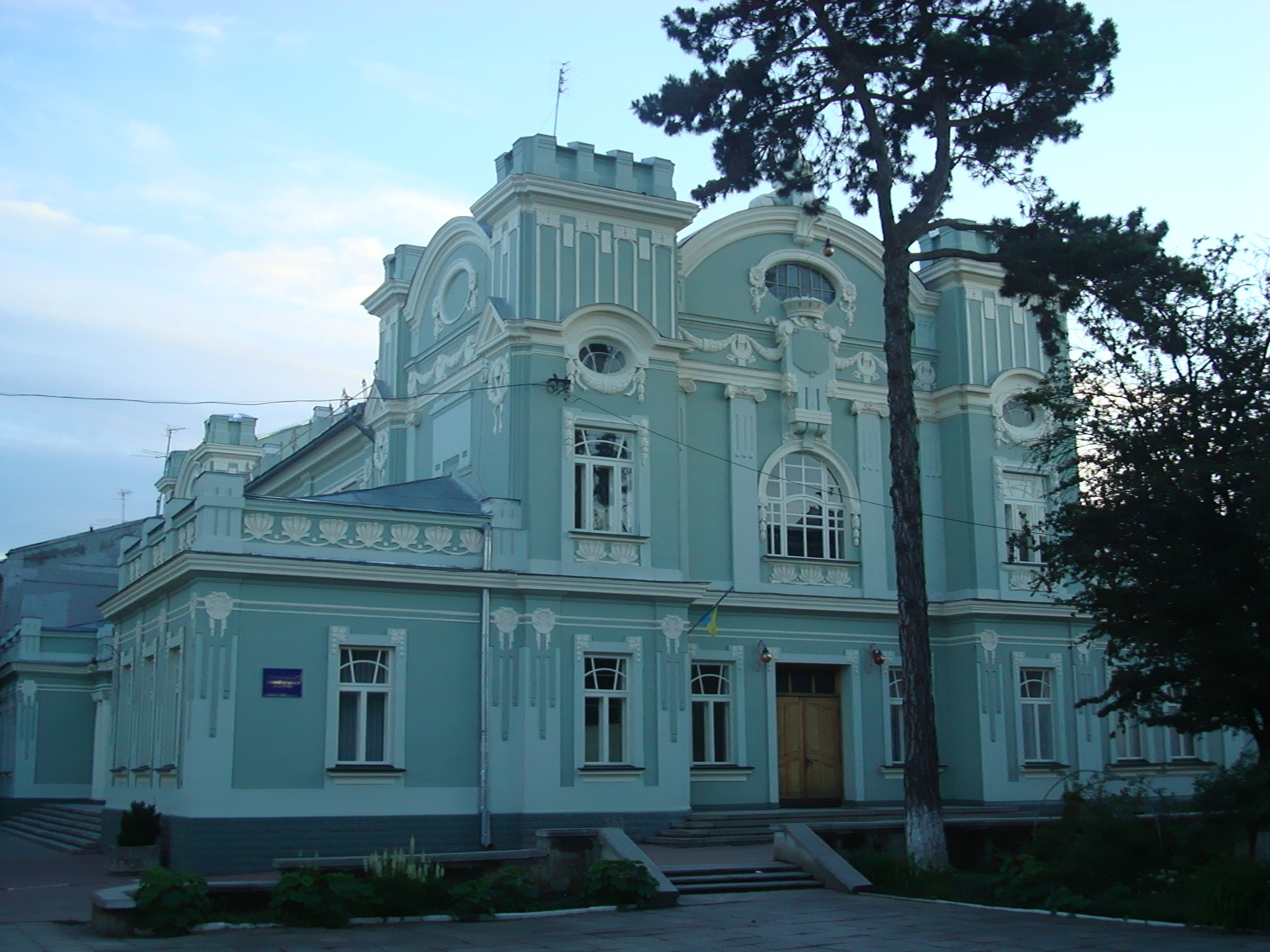
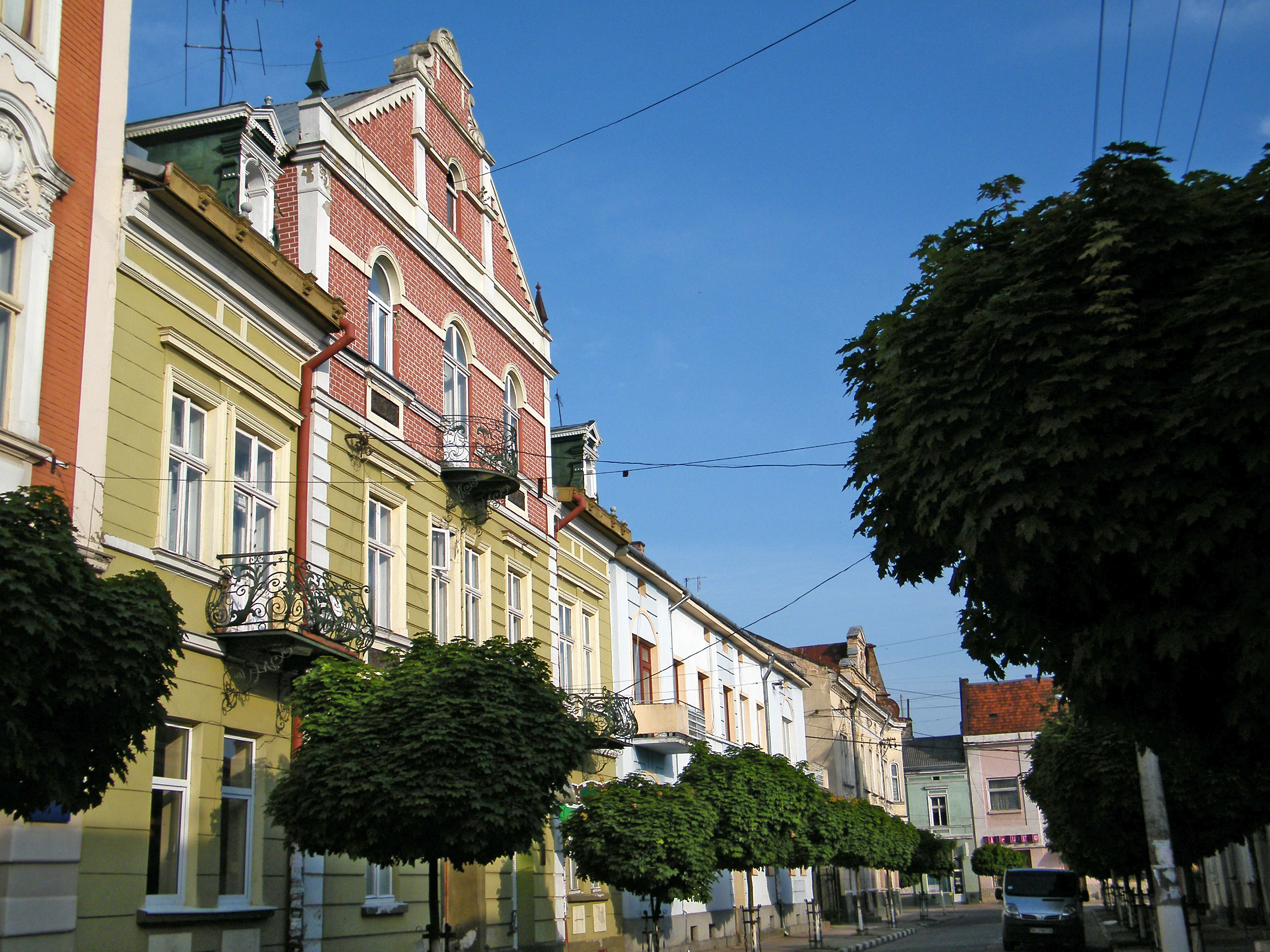
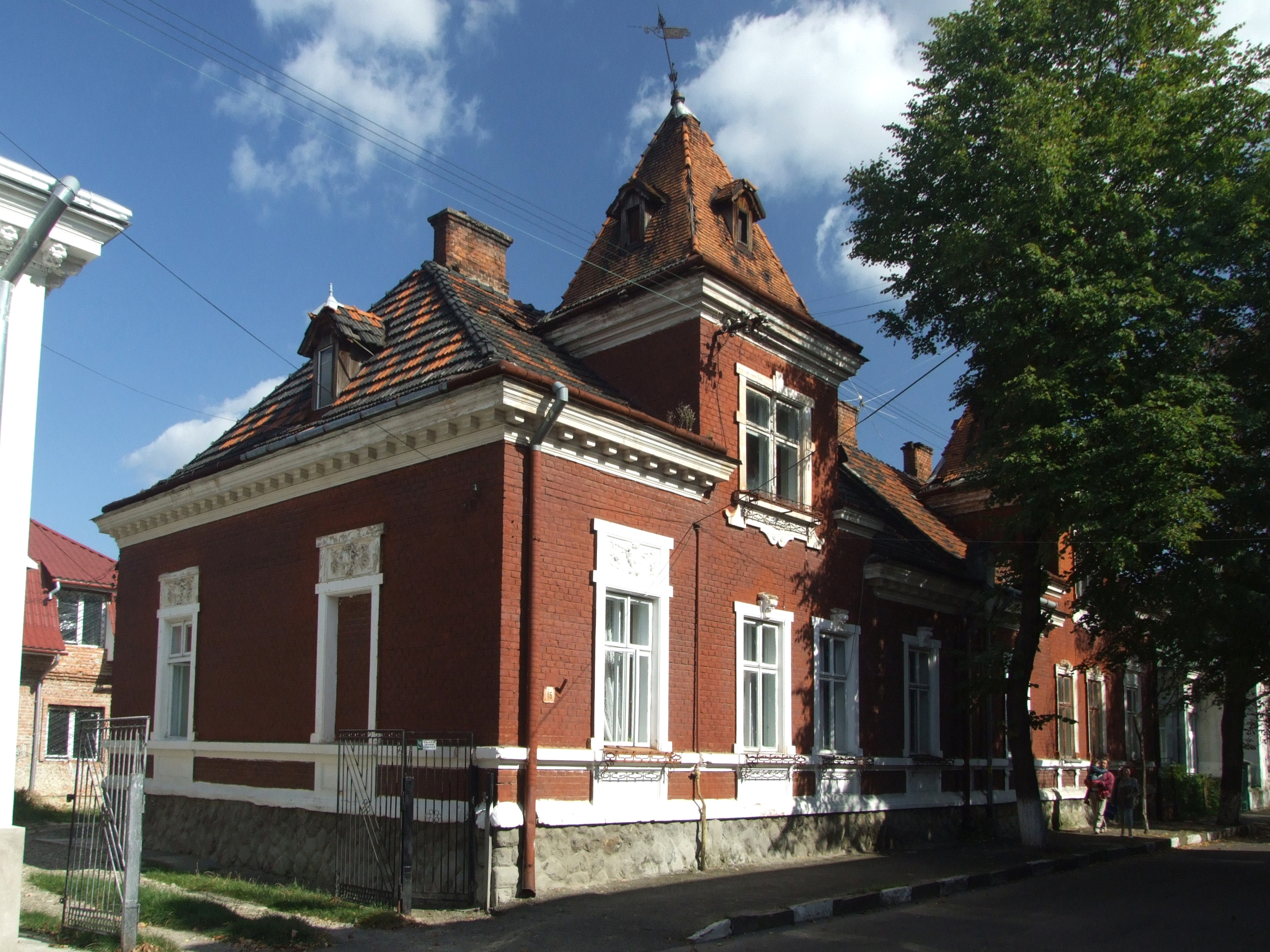
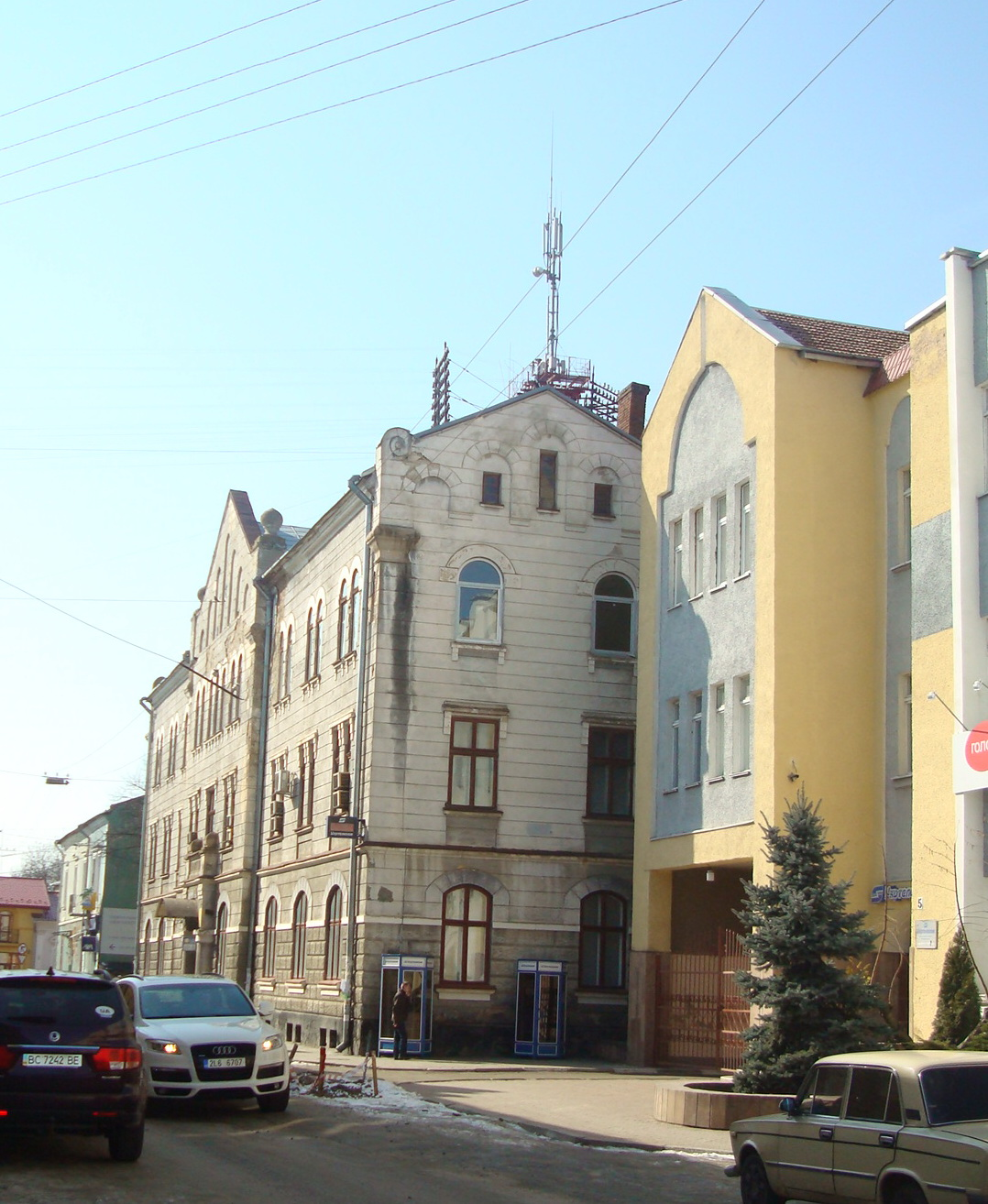
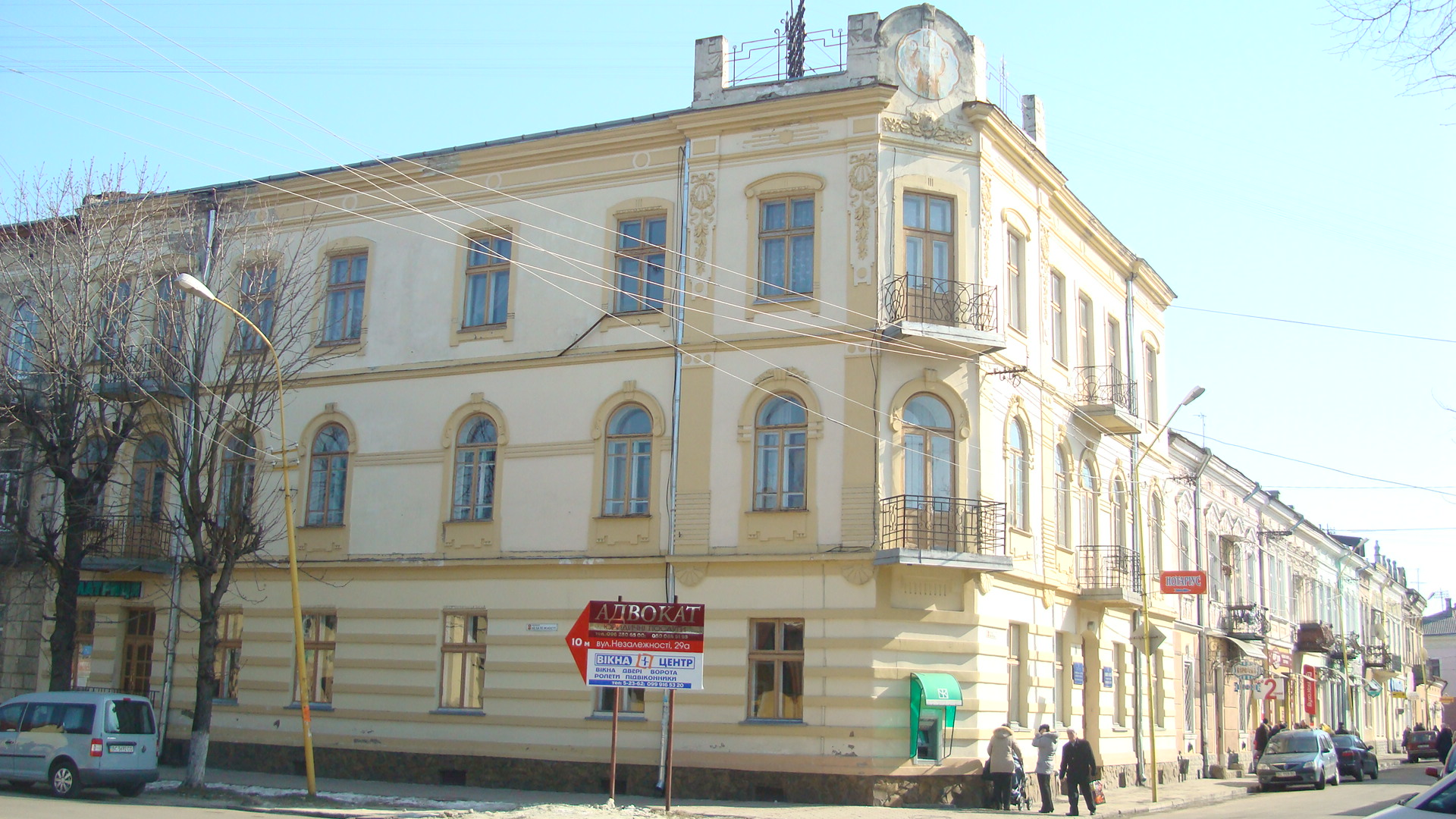
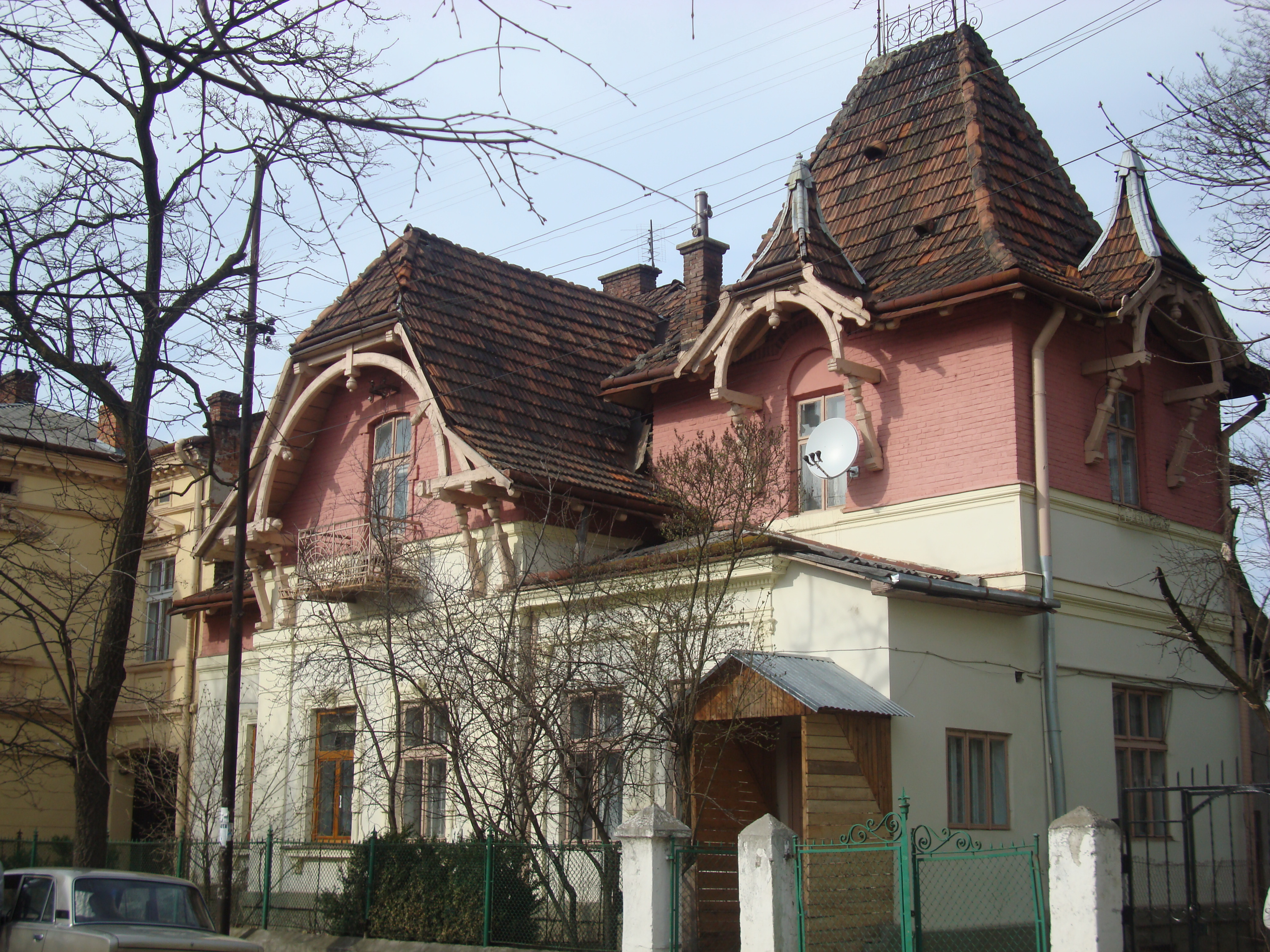
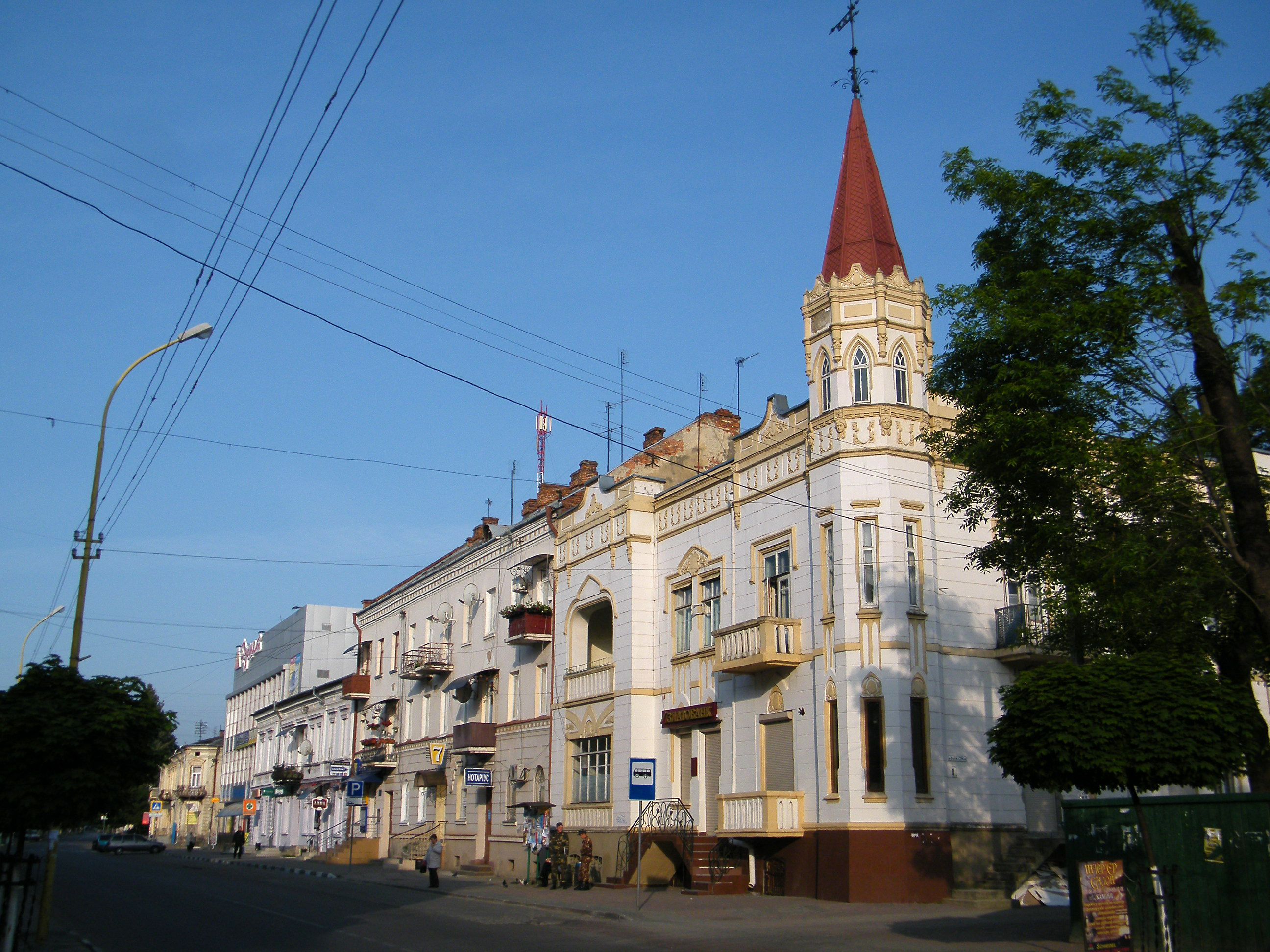
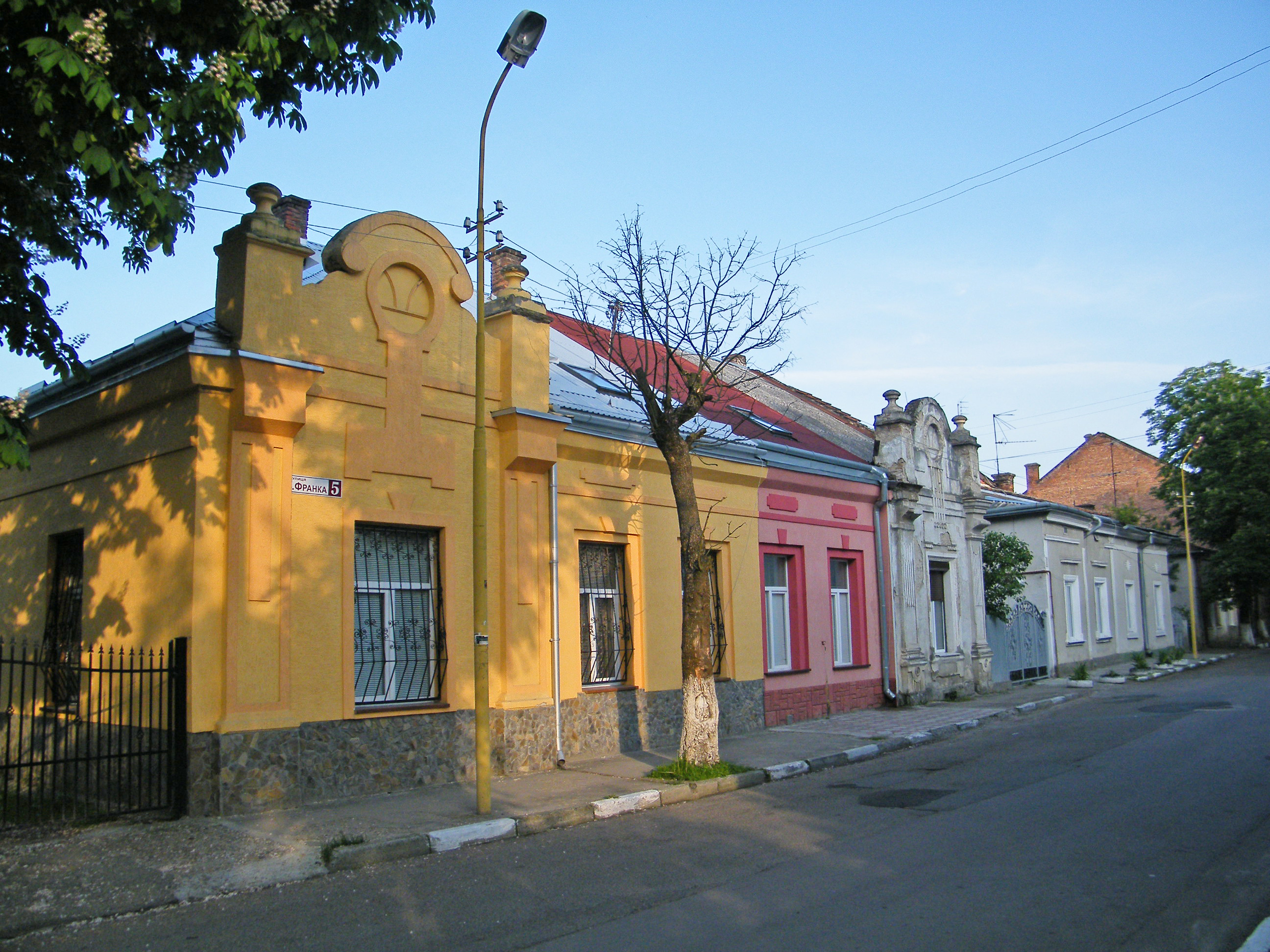
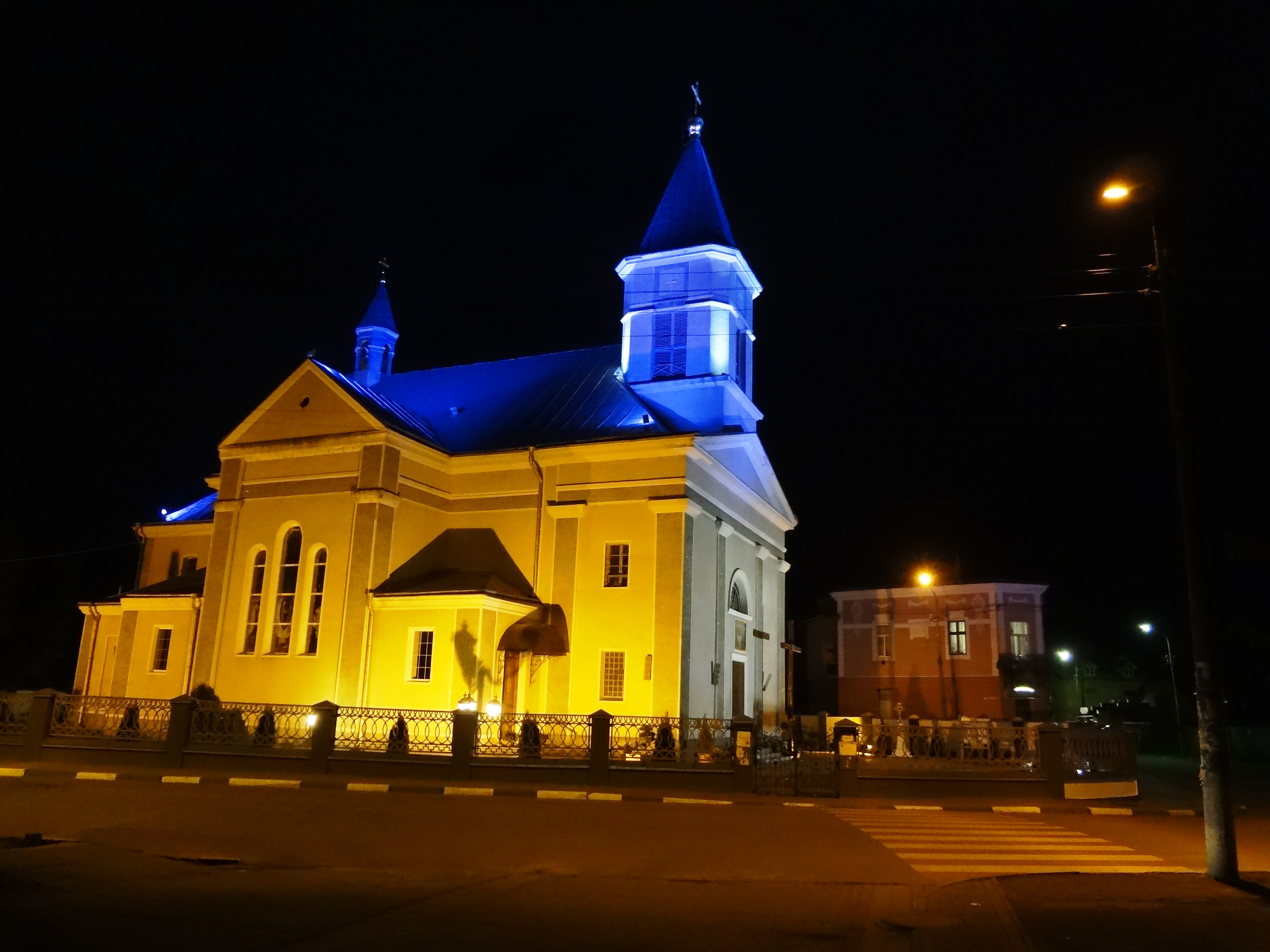
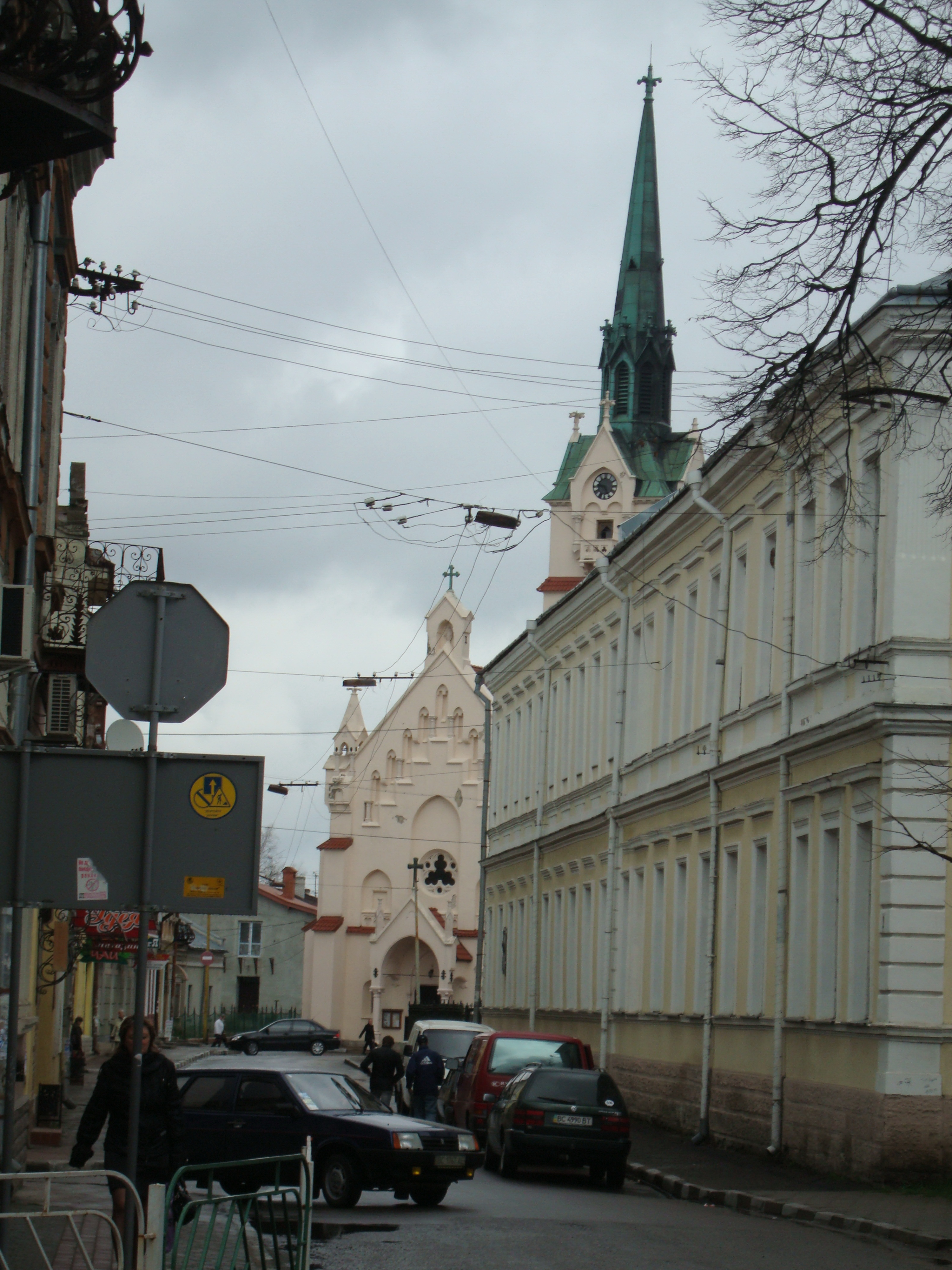
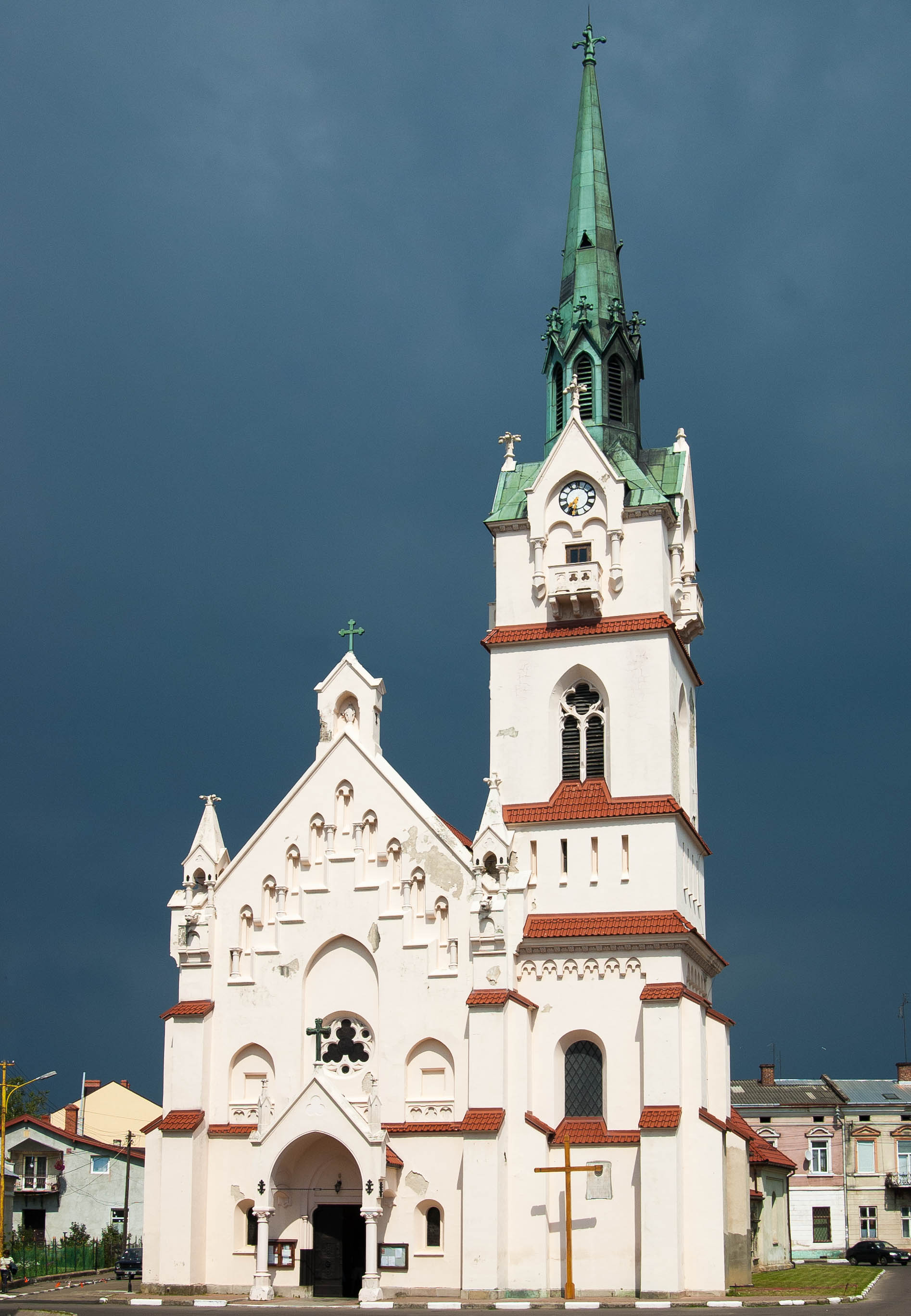
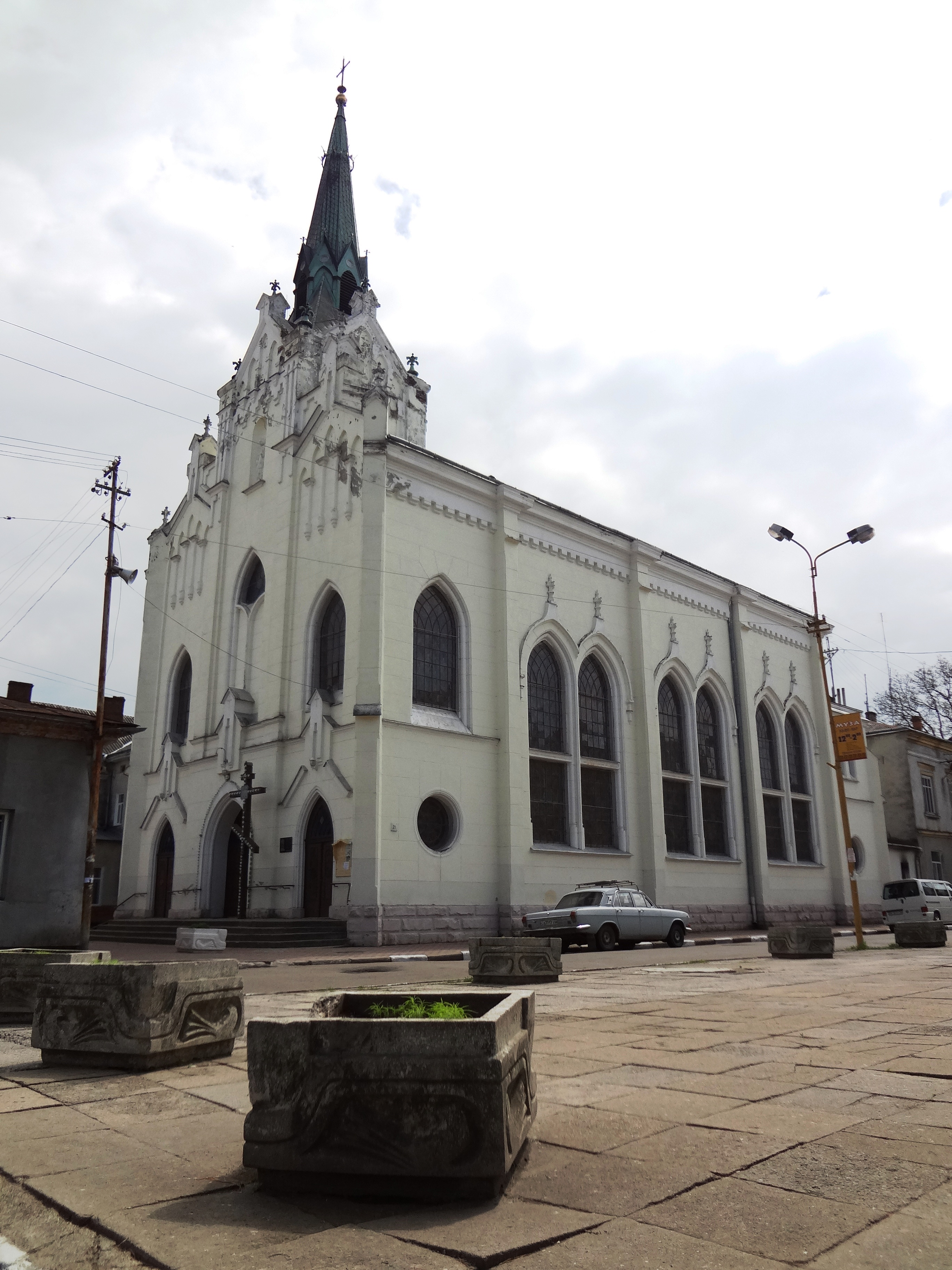
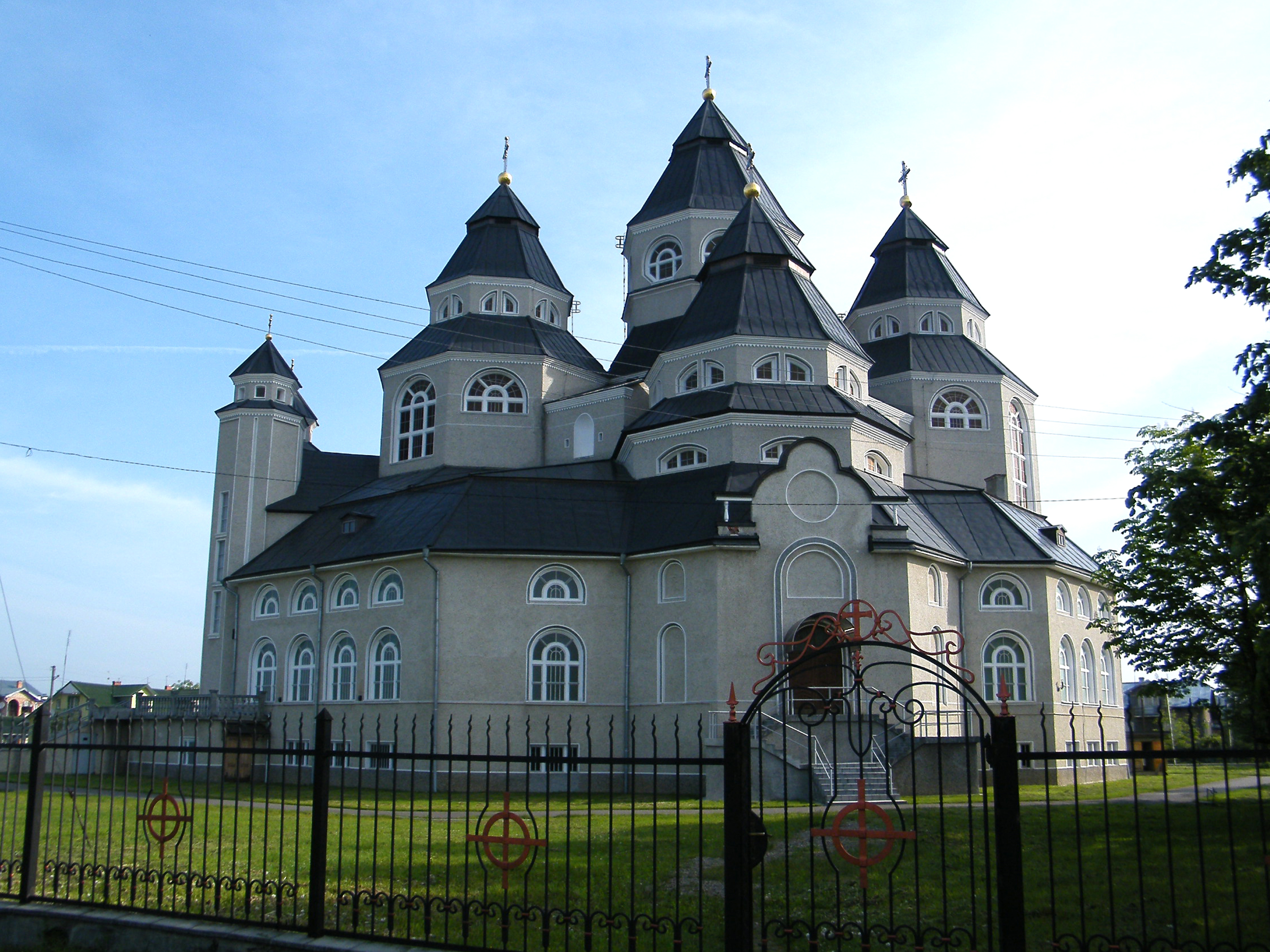
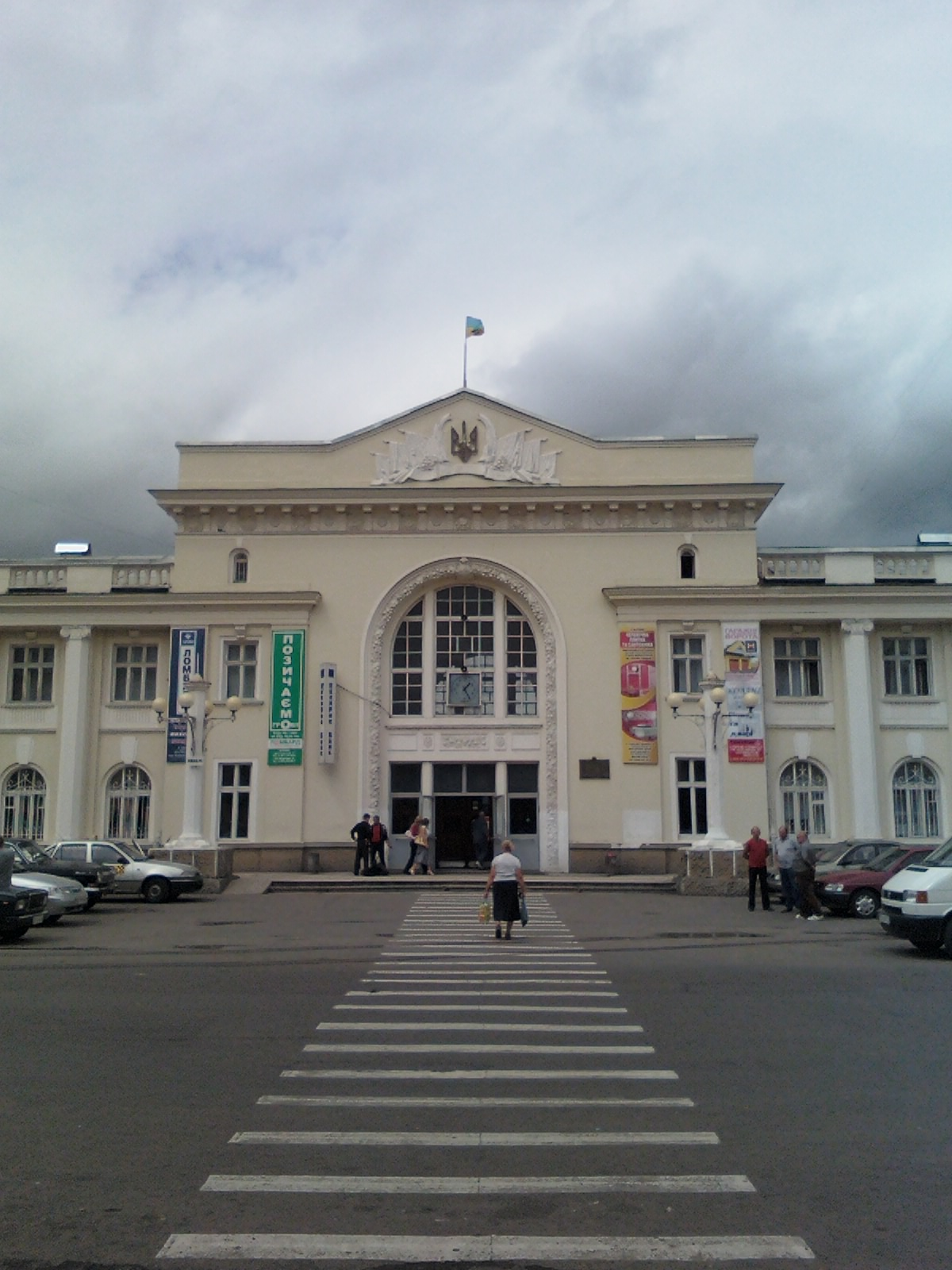